# Richard Guay (producteur)
Pour les articles homonymes, voir Richard Guay et Guay.
Richard Guay est un producteur et scénariste américain.

## Filmographie

### comme Producteur
- 1989 : True Love de Nancy Savoca
- 1991 : Dogfight
- 1993 : Household Saints
- 1997 : SUBWAYStories: Tales from the Underground (en)' (TV)
- 1998 : The Uttmost
- 1999 : The 24 Hour Woman
- 1999 : Ghost Dog, la voie du samouraï (Ghost Dog: The Way of the Samurai)
- 2001 : Prison Song
- 2002 : Reno: Rebel Without a Pause
- 2003 : Dirt
- 2004 : Dr Kinsey (Kinsey)
- 2005 : Building Girl

### comme Scénariste
- 1989 : True Love de Nancy Savoca
- 1993 : Household Saints
- 1999 : The 24 Hour Woman
- 2003 : Dirt